# Agachon (chasse)

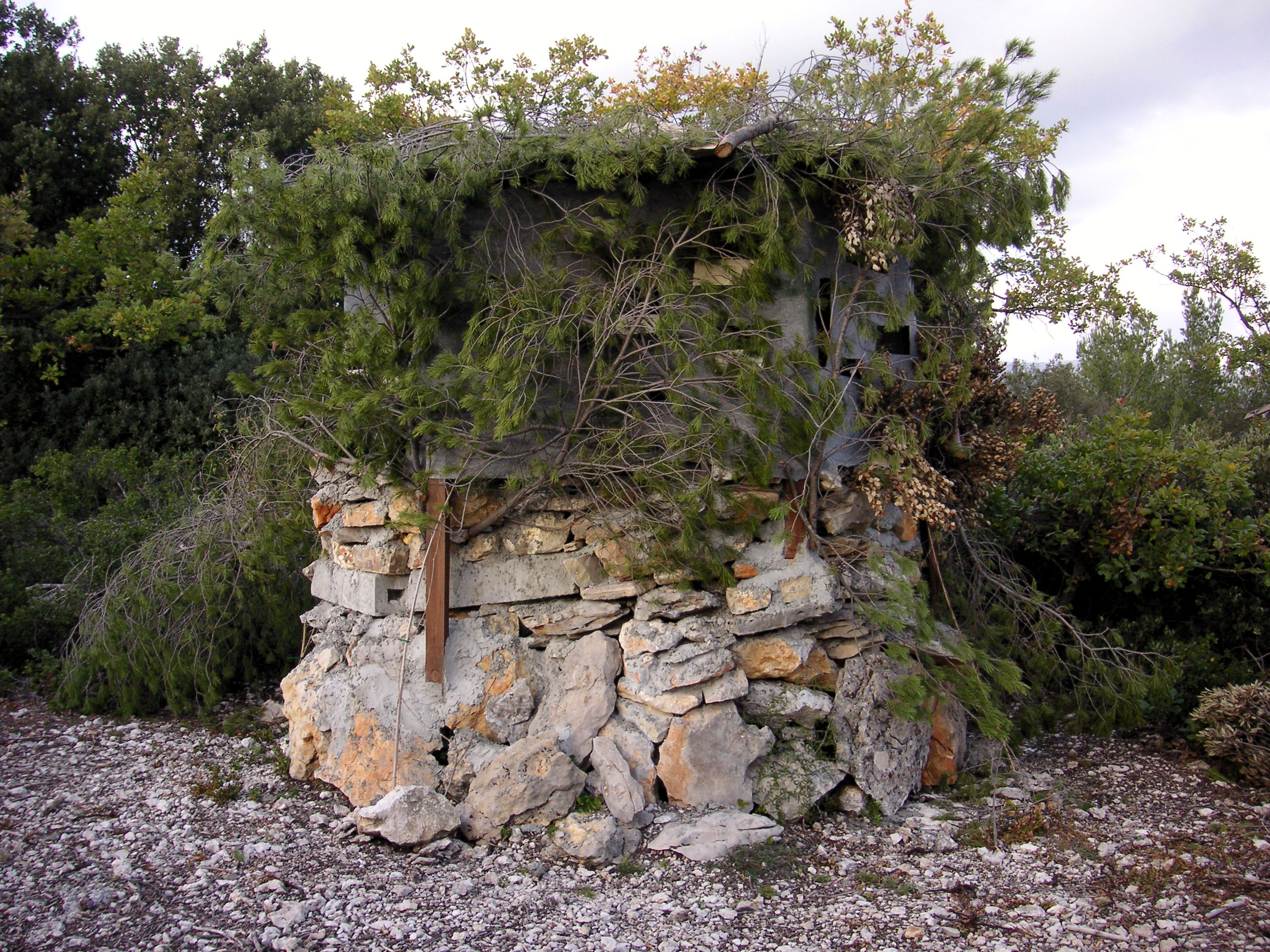
Abri pour la chasse à l'agachon.

Pour les articles homonymes, voir Agachon.
La chasse à l'agachon est une technique de chasse à l'affût léger qui se pratique en Provence occidentale.

## Origine
Le terme agachon est la francisation régionale du nom provençal agachoun (agachon en graphie occitane normalisée), « poste de chasse à l'affût ». Agachoun est le diminutif de agacho (agacha en occitan), « lieu d'où l'on guette ou épie », « lieu d'observation », lui-même issu de agachar, « guetter », « épier ».

## Destination
Par métonymie, agachon en est venu à désigner la cabane de branchages ou de matériaux de fortune utilisée comme poste de chasse. Lorsqu'il s'agit de chasse aux appelants (grives vivantes), la cabane est dite cabano vivo (« cabane aux vifs ») .